# Майкл Спінкс
Майкл Спінкс (англ. Michael Spinks; 13 липня 1956) — американський боксер, олімпійський чемпіон 1976 року. Абсолютний чемпіон світу в напівважкій вазі (версії  WBC (1983 — 1985), WBA (1981 — 1985), IBF (1984 — 1985)). Чемпіон світу у важкій вазі (версії IBF (1985 — 1987), The Ring (1985 — 1988)).
У 1994 році був включений у Міжнародний зал боксерської слави.
Майкл — молодший брат боксера Леона Спінкса, теж боксера, олімпійського чемпіона і чемпіона світу у важкій вазі. 1985 року після здобуття Майклом звання чемпіона світу у важкій вазі брати Спінкс стали першими братами-чемпіонами у важкій вазі. Наступними стали брати Віталій та Володимир Кличко у 2004 році.

## Аматорська кар'єра
Олімпійські ігри 1976
- 1/8 фіналу. Пройшов Жана-Марі Емебе (Камерун)
- 1/4 фіналу. Переміг Ришарда Пасієвіча (Польща) — 5-0
- 1/2 фіналу. Переміг Луїса Мартінеса (Куба) — 3-2
- Фінал. Переміг Руфата Рискієва (СРСР) — RSC

## Професіональна кар'єра
18 липня 1981 року у сімнадцятому бою завоював титул чемпіона світу за версією WBA у напівважкій вазі. 18 березня 1983 року, здобувши перемогу над Дуайтом Мухаммедом Каві (США), завоював титули WBC і The Ring і став абсолютним чемпіоном світу в напівважкій вазі.
21 вересня 1985 року, перейшовши у важку вагу, здобув перемогу над багаторічним чемпіоном світу за версією IBF Ларрі Голмсом. 19 квітня 1986 року у реванші знов святкував перемогу.

### Таблиця професійних боїв
| 31 Перемога (21 нокаутом, 10 за рішенням суддів), 1 Поразка (1 нокаутом, 0 за рішенням суддів) |        |                       |        |               |                   |                                                     | |
| Результат                                                                                      | Рекорд | Суперник              | Спосіб | Раунд, час    | Дата              | Місце проведення                                    | Примітки |
| Поразка                                                                                        | 31–1   | Майк Тайсон           | KO     | 1 (12); 1:31  | 27 червня 1988    | Convention Hall, Атлантик-Сіті, Нью-Джерсі          | Втратив титул чемпіона The Ring у важкій вазі. Бій за титули чемпіона WBA, WBC, IBF у важкій вазі.                        |
| Перемога                                                                                       | 31–0   | Джері Куні            | TKO    | 5 (15); 2:51  | 15 червня 1987    | Convention Hall, Атлантик-Сіті, Нью-Джерсі          | Захистив титул чемпіона The Ring у важкій вазі.                                                                           |
| Перемога                                                                                       | 30–0   | Стеффен Тангстад      | TKO    | 4 (15); 0:58  | 6 вересня 1986    | Las Vegas Hilton, Вінчестер, Невада                 | Захистив титули чемпіона IBF та The Ring у важкій вазі.                                                                   |
| Перемога                                                                                       | 29–0   | Ларрі Голмс           | SD     | 15            | 19 квітня 1986    | Las Vegas Hilton, Вінчестер, Невада                 | Захистив титули чемпіона IBF та The Ring у важкій вазі.                                                                   |
| Перемога                                                                                       | 28–0   | Ларрі Голмс           | UD     | 15            | 21 вересня 1985   | Riviera, Вінчестер, Невада                          | Виграв титули чемпіона IBF та The Ring у важкій вазі.                                                                     |
| Перемога                                                                                       | 27–0   | Джим Макдональд       | TKO    | 8 (15); 1:30  | 6 червня 1985     | Riviera, Вінчестер, Невада                          | Захистив титули чемпіона WBA, WBC, IBF та The Ring у напівважкій вазі.                                                    |
| Перемога                                                                                       | 26–0   | Девід Сірс            | TKO    | 3 (12); 1:02  | 23 лютого 1985    | Sands, Атлантик-Сіті, Нью-Джерсі                    | Захистив титули чемпіона WBA, WBC, IBF та The Ring у напівважкій вазі.                                                    |
| Перемога                                                                                       | 25–0   | Едді Девіс            | UD     | 12            | 25 лютого 1984    | Steel Pier, Атлантик-Сіті, Нью-Джерсі               | Захистив титули чемпіона WBA, WBC та The Ring у напівважкій вазі. Виграв вакантний титул чемпіона IBF у напівважкій вазі. |
| Перемога                                                                                       | 24–0   | Оскар Ріваденьяра     | TKO    | 10 (15); 1:42 | 25 листопада 1983 | Пасифік Колізіум, Ванкувер                          | Захистив титули чемпіона WBA, WBC та The Ring у напівважкій вазі.                                                         |
| Перемога                                                                                       | 23–0   | Дуайт Мухаммед Каві   | UD     | 15            | 18 березня 1983   | Convention Hall, Атлантик-Сіті, Нью-Джерсі          | Захистив титул чемпіона WBA у напівважкій вазі. Виграв титули чемпіона WBC та The Ring у напівважкій вазі.                |
| Перемога                                                                                       | 22–0   | Джонні Девіс          | TKO    | 9 (15); 2:27  | 18 вересня 1982   | Sands, Атлантик-Сіті, Нью-Джерсі                    | Захистив титул чемпіона WBA у напівважкій вазі.                                                                           |
| Перемога                                                                                       | 21–0   | Джері Каллестін       | TKO    | 8 (15); 1:24  | 12 червня 1982    | Playboy Hotel and Casino, Атлантик-Сіті, Нью-Джерсі | Захистив титул чемпіона WBA у напівважкій вазі.                                                                           |
| Перемога                                                                                       | 20–0   | Мюррей Сатерленд      | TKO    | 8 (15); 1:24  | 11 квітня 1982    | Playboy Hotel and Casino, Атлантик-Сіті, Нью-Джерсі | Захистив титул чемпіона WBA у напівважкій вазі.                                                                           |
| Перемога                                                                                       | 19–0   | Мустафа Вассайя       | TKO    | 6 (15); 1:36  | 13 лютого 1982    | Playboy Hotel and Casino, Атлантик-Сіті, Нью-Джерсі | Захистив титул чемпіона WBA у напівважкій вазі.                                                                           |
| Перемога                                                                                       | 18–0   | Вонзель Джонсон       | TKO    | 7 (15); 1:13  | 7 листопада 1981  | Playboy Hotel and Casino, Атлантик-Сіті, Нью-Джерсі | Захистив титул чемпіона WBA у напівважкій вазі.                                                                           |
| Перемога                                                                                       | 17–0   | Едді Мустафа Мухаммед | UD     | 15            | 18 липня 1981     | Imperial Palace, Парадайз, Невада                   | Виграв титул чемпіона WBA у напівважкій вазі.                                                                             |
| Перемога                                                                                       | 16–0   | Марвін Джонсон        | KO     | 4 (10); 1:22  | 28 березня 1981   | Steel Pier, Атлантик-Сіті, Нью-Джерсі               | |
| Перемога                                                                                       | 15–0   | Віллі Тейлор          | TKO    | 8 (10); 2:40  | 24 січня 1981     | Philadelphia Arena, Атлантик-Сіті, Філадельфія      | |
| Перемога                                                                                       | 14–0   | Які Лопес             | TKO    | 7 (10); 0:46  | 18 жовтня 1980    | Convention Hall, Атлантик-Сіті, Нью-Джерсі          | |
| Перемога                                                                                       | 13–0   | Девід Контех          | TKO    | 9 (10); 2:35  | 2 серпня 1980     | Raising Cane's River Center, Батон-Руж              | |
| Перемога                                                                                       | 12–0   | Мюррей Сатерленд      | UD     | 10            | 4 травня 1980     | Concord Resort Hotel, Томпсон, Нью-Йорк             | |
| Перемога                                                                                       | 11–0   | Рамон Ранкелло        | TKO    | 6 (10); 3:00  | 24 лютого 1980    | Steel Pier, Атлантик-Сіті, Нью-Джерсі               | |
| Перемога                                                                                       | 10–0   | Джонні Вілберн        | UD     | 8             | 1 лютого 1980     | Louisville Gardens, Луїсвілл, Кентуккі              | |
| Перемога                                                                                       | 9–0    | Марк Генс             | TKO    | 1 (8)         | 24 листопада 1979 | Met Center, Блумінгтон, Міннесота                   | |
| Перемога                                                                                       | 8–0    | Едді Філіпс           | KO     | 4 (8); 1:33   | 15 грудня 1978    | Westchester County Center, Вайт-Плейнс, Нью-Йорк    | |
| Перемога                                                                                       | 7–0    | Том Бетія             | UD     | 8             | 15 лютого 1978    | Westgate Las Vegas, Вінчестер, Невада               | |
| Перемога                                                                                       | 6–0    | Гаррі Саммеррейс      | UD     | 8             | 22 жовтня 1977    | The Aladdin, Парадайз, Невада                       | |
| Перемога                                                                                       | 5–0    | Рей Елсон             | KO     | 1 (8); 0:51   | 13 вересня 1977   | Grand Olympic Auditorium, Лос-Анджелес              | |
| Перемога                                                                                       | 4–0    | Яспер Брізбен         | TKO    | 1 (6); 2:56   | 23 серпня 1977    | Spectrum, Філадельфія                               | |
| Перемога                                                                                       | 3–0    | Джо Боден             | KO     | 2 (6); 2:20   | 1 червня 1977     | Forum, Монреаль                                     | |
| Перемога                                                                                       | 2–0    | Луїс Родрігес         | UD     | 6             | 7 травня 1977     | Kiel Auditorium, Сент-Луїс                          | |
| Перемога                                                                                       | 1–0    | Едді Бенсон           | TKO    | 1 (6); 2:55   | 16 квітня 1977    | The Aladdin, Парадайз, Невада                       | |